# Saint-Martin-de-Boscherville
 Saint-Martin-de-Boscherville  es una población y comuna francesa, en la región de Alta Normandía, departamento de Sena Marítimo, en el distrito de Rouen y cantón de Duclair.

## Demografía
| 875 | 970 | 1191 | 1389 | 1551 | 1504 |
| Para los censos de 1962 a 1999 la población legal corresponde a la población sin duplicidades (Fuente: INSEE [Consultar]) |     |      |      |      |      |